# Генрі Мейтленд Вілсон
Сер Генрі Мейтленд Вілсон, 1-й барон Вілсон (англ. Henry Maitland Wilson, 1st Baron Wilson; 5 вересня 1881, Лондон — 31 грудня 1964, Чилтон, Бакінгемшир) — британський воєначальник, фельдмаршал (1944), віконт (1946), учасник Другої англо-бурської, Першої та Другої світових війн.
Військова кар'єра
- 10 березня 1900 — другий лейтенант
- 18 березня 1901 — тимчасове звання лейтенант
- 2 квітня 1908 — капітан
- 15 вересня 1915 — майор
- 28 жовтня 1917 — тимчасове звання підполковник
- 15 червня 1927 — підполковник
- 1 травня 1930 — полковник
- 16 січня 1934 — бригадир
- 30 квітня 1935 — майор-генерал
- 15 червня 1939 — лейтенант-генерал
- 31 травня 1941 — генерал
- 29 грудня 1944 — фельдмаршал

## Біографія
Генрі Мейтленд Вілсон народився 5 вересня 1881 року в Лондоні, в родині капітана Артура Мейтленда Вілсона та його дружини Гаррієт Вілсон. Освіту здобув у коледжі Ітона та військовій у Сандгерсті. 10 березня 1900 року другим лейтенантом поступив на військову службу до Стрілецької бригади. З серпня 1900 року у складі 2-го батальйону бригади брав участь в операціях у Другій англо-бурській війні в Південній Африці. Вілсон служив у Південній Африці протягом усієї війни. 18 березня 1901 року підвищений у лейтенанти. Наприкінці вересня 1902 року після закінчення бойових дій він разом з іншими офіцерами та солдатами батальйону стрілецької бригади полишив Південну Африку і був переведений до Єгипту. З 1902 до 1907 року проходив службу в Єгипті, потім переведений до Індії. У 1908 році повернувся до Англії, де продовжував служити в Бордоні в Гемпширі, а потім у Тіпперері в Ірландії. З 1911 року ад'ютант Оксфордського офіцерського тренувального корпусу.
15 жовтня 1914 року призначений начальником штабу 48-ї бригади, у грудні підвищений у майорі. З грудня 1915 року бився у Франції на Західному фронті. Його здібності як штабного офіцера призвели до того, що Вілсон був переведений на посаду офіцера Генерального штабу при 41-й дивізії, яка билася на Соммі та пізніше 19-го корпусу в битві біля Пашендейле.
У жовтні 1917 року він був призначений офіцером Генерального штабу при Новозеландській дивізії з підвищенням 28 жовтня 1917 року у званні до підполковника. За бойові заслуги Вілсон був нагороджений орденом «За видатні заслуги» та тричі відзначений у наказах.
Після війни був відібраний на навчання на першому післявоєнному штабному курсі в Камберлі. Згодом Вілсон отримав призначення командира роти курсантів у Сандгерсті. У серпні 1923 року він став командиром 2-го батальйону Стрілецької бригади в Олдершоті. У січні 1927 року — командир 1-го батальйону свого полку на Північно-Західному фронтірі, на сучасних кордонах Афганістану та Пакистану.
У червні 1930 року повернувся інструктором у Камберлі. З 1934 року бригадир, командир 6-ї стрілецької бригади. 30 квітня 1935 року отримав звання майор-генерала, у серпні 1937 року очолив 2-гу піхотну дивізію.

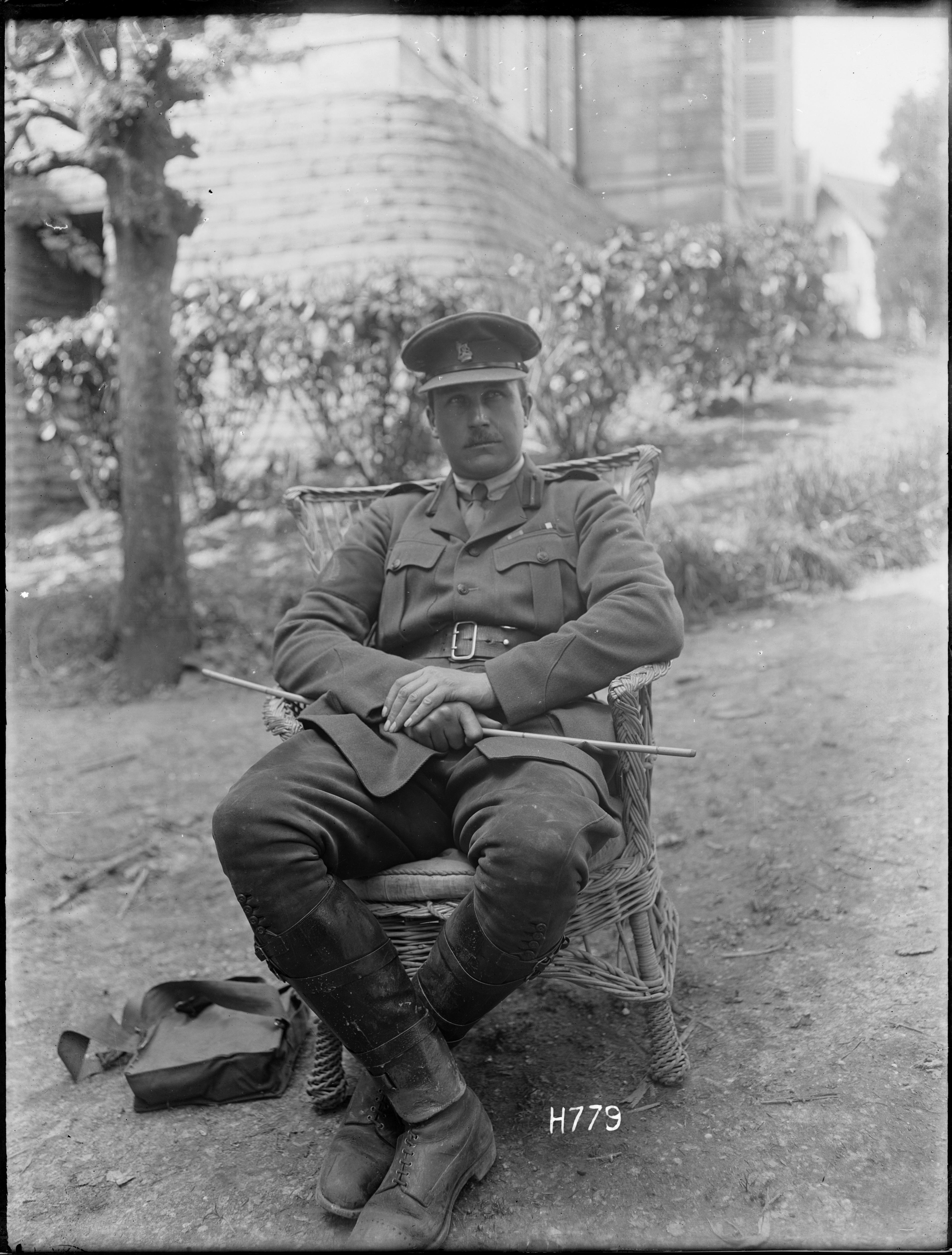
Підполковник Генрі Вілсон, офіцер Генерального штабу при Новозеландській дивізії. Перша світова війна

15 червня 1939 року генерал Вілсон був призначений командувачем усіма британськими військами в Єгипті. Він зосередив свої зусилля на забезпеченні оборони в Мерса-Матрух, приблизно в 160 км від кордону з Італійською Лівією.
На початку серпня генерал Арчибальд Вейвелл був призначений головнокомандувачем Середньосхідного командування, і вжив заходів щодо посилення британських військ на території Єгипту. Спочатку в підпорядкування Вілсона була передана 4-та Індійська піхотна дивізія та передові підрозділи 6-ї австралійської дивізії, проводилося нарощування укріплень у Мерса-Матрух. Незабаром 7-ма піхотна дивізія генерала Річарда О'Коннора була переміщена з Палестини до Єгипту для посилення угруповання Вілсона. Усі війська, що зосереджувалися на цьому важливому напрямку, у червні 1940 року були переформовані на Армію Західної Пустелі.
10 червня 1940 року Італія оголосила війну Франції та Великій Британії. Одразу сили Вілсона вторглися в Лівію. Однак їхнє просування було зупинене, коли 17 червня Франція запросила перемир'я, й італійці негайно перекинули свої сили з туніського кордону та посилити свої війська на сході чотирма дивізіями, які протистояли британсько-єгипетським силам Вілсона. 9 вересня 1940 року італійська армія вторглася в Єгипет і просунулися приблизно на відстань до 100 км, окупувавши Сіді-Баррані. Генерал Вілсон зіткнувся з силами, які значно переважали його власні. Так, він мав 31 000 військовослужбовців проти 80 000 італійців, 120 танків проти 275 і 120 артилерійських систем проти 250. Попри суттєвій перевазі італійської армії командувач Єгипетського командування вирішив провести рішучу наступальну операцію та розгромити ворога, скориставшись тим, що його угруповання, в силу особливостей північноафриканського театру війни, розтягнулися по всіх комунікаціях.
7 грудня 1940 року він розпочав операцію «Компас», і діючи стрімко повністю розгромив 10-ту італійську армію генерала Італо Гарібольді і захопив понад 133 000 полонених. Італійці були вибиті з Єгипту і втратили значну частину Киренаїки.
У квітні 1941 року воєнно-політична ситуація на Балканах різко змінилася не на користь Британської Співдружності. Для того, що допомогти Греції, яка, по суті єдина на континенті чинила опір спочатку італійським зазіханням, а потім протистояла наступу вермахту, Лондон направив експедиційні сили (сили «W») — дві піхотні дивізії та одну бронетанкову бригаду — до Греції. Командувачем цих зведених сил був призначений генерал Вілсон. 29 квітня він відносно успішно встигнув завершити евакуацію британських і частки грецьких військ з материкової Греції. 31 травня Вілсону присвоєне звання повного генерала британської армії.
У травні 1941 року, після повернення з Греції, Вілсон був призначений командувачем британських сил у Палестині та Транс-Йорданії та контролював проведення успішної кампанії в Сирії та Лівані, в якій переважно австралійські, британські, індійські та французькі сили «Вільної Франції» вели запеклі бойові дії проти вішістських військ. У жовтні 1941 року генерал Вілсон очолив 9-ту армію, зоною відповідальності якої були Сирія та Палестина, Георгом VI йому було присвоєне почесне звання генерала-ад'ютанта короля.
21 серпня 1942 року Вілсон був призначений на посаду командувача новоствореного Персько-іракського командування, яке було частиною командування на Середньому Сході. Це угруповання було створене, коли виявилося, що Німеччина, досягнувши успіхів на півдні Росії, може вторгнутися до Персії й утворити загрозу прориву до Британської Індії.

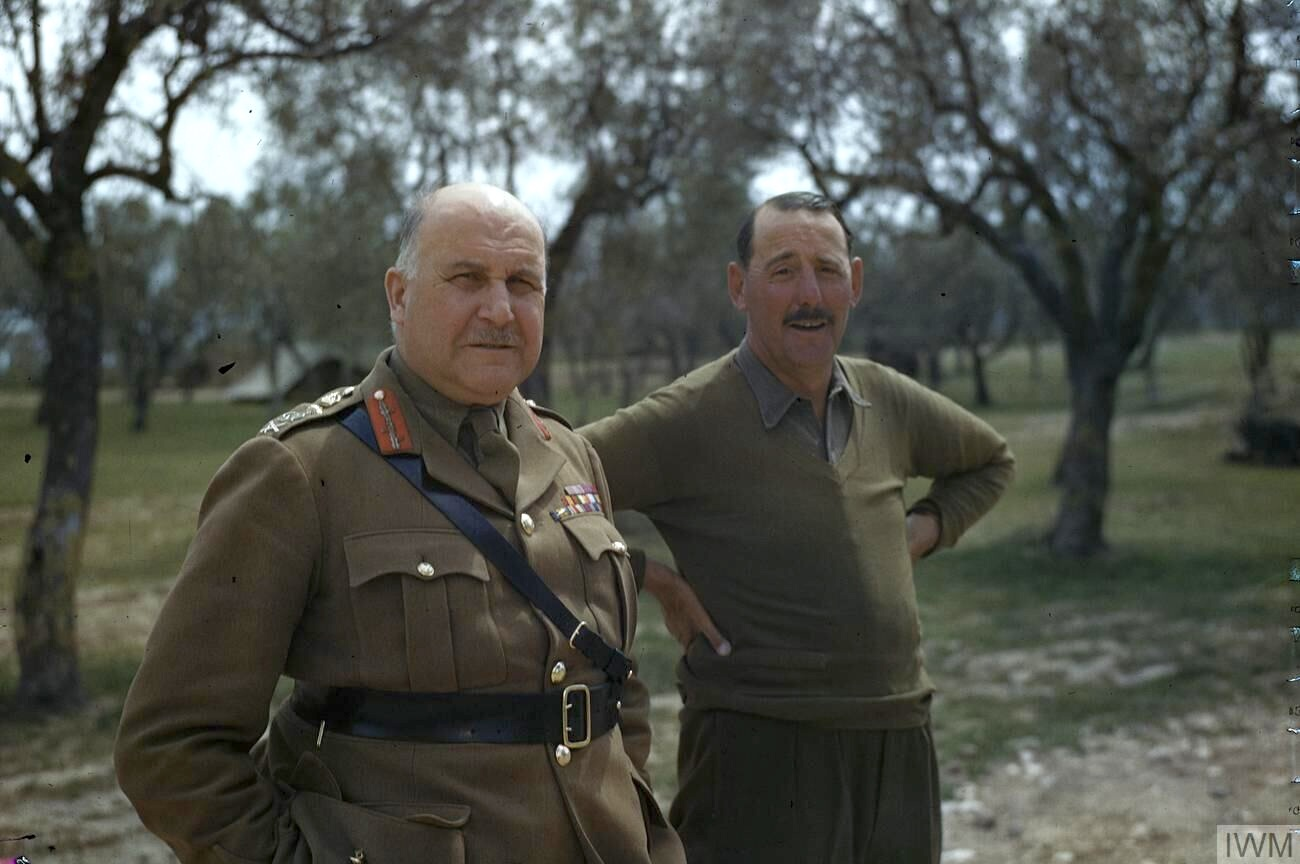
Генерал Вілсон з лейтенант-генералом Олівером Лізом. Італія. 29 квітня 1944 року

У лютому 1943 року, після успіху, здобутого 8-ю армією Б. Монтгомері в битві за Ель-Аламейн та вигнання сил Осі з Північної Африки, Вілсон був призначений головнокомандувачем сил Співдружності на Середньому Сході. У вересні 1943 року за наказом із Лондону в контексті капітуляції та виходу Італії з війни була організована невдала спроба окупувати невеликі грецькі острови Кос, Лерос і Самос. Однак, попри перевагу в силах, британські війська зазнали великих втрат від повітряних атак Люфтваффе та наступних німецьких морських і повітряних десантів.
8 січня 1944 року генерал Вілсон замінив на посаді Головнокомандувача союзників у Середземномор'ї американського генерала Дуайта Ейзенхауера, чий штаб розміщувався в Алжирі. Головним завданням цього органу управління на той час було безпосереднє керівництво кампанією союзників в Італії. Незважаючи на відносну слабкість армій союзників, що билися з німцями на Апеннінському півострові, Вілсон був апологетом нанесення стратегічного удару в «підчеревину» нацистській Німеччині через Дунайську рівнину.
У грудні 1944 року, після смерті фельдмаршала сера Джона Ділла, Вілсон був звільнений із посади головнокомандувача союзниками на Середземноморському ТВД. 29 грудня 1944 року йому присвоїли вище звання фельдмаршала та відправили у Вашингтон на посаду начальника британської Об'єднаної штабної місії на посаду, яку він посів у січні 1945 року. Одним з найтаємніших обов'язків Вілсона було участь як військового представника від Британської Імперії в Об'єднаному політичному комітеті, який займався розробкою, виробництвом та випробуванням атомної бомби. Вілсон виконував обов'язки глави британської спільної штабної місії до 1947 року, після чого звільнився з лав збройних сил і пішов у відставку.
З 1955 до 1960 року був почесним констеблем Лондонського Тауера. 31 грудня 1964 року у віці 83 років фельдмаршал Вілсон помер у Чилтоні, в графстві Бакінгемшир.